# Пересвет (большой десантный корабль)
«Пересвет» (БДК-11) — большой десантный корабль проекта 775М (по кодификации НАТО — Ropucha-M). Построен в Польше на верфи «Сточня Полноцна им. Бохатерув Вестерплятте» (Stocznia Północna im Bohaterow Westerplatte) в Гданьске под заводским номером 775/27. Стал третьим кораблём в третий серии БДК проекта 775.

## Тактико-технические характеристики
- Длина — 112,5 метра
- Ширина — 15 метра (14,9 м)
- Осадка — 3,7 метра
- Водоизмещение — 4080 тонн (полное)
- Скорость хода — 18 узлов
- Автономность — 30 суток
- Дальность плавания — 6000 морских миль (12 узлов)
  - 6100 морских миль (15 узлов)
- Мореходность — неограниченная
- Главный двигатель — 2 × дизель
  - Мощность — 2 × 9600 л.с (общая — 19200 л.с.)
- Винт — 2 ВФШ
- Дизель- генератор — 3 × дизель
  - Мощность — 3 × 640 кВт

### Вооружение
- Две 122-мм корабельные пусковые установки РСЗО А-215 Град-М
- Два 30-мм зенитных артиллерийских комплекса АК-630М
- Один 76-мм универсальный артиллерийский комплекс АК-176
- Две 45-мм универсальные пушки 21-КМ
- ПЗРК «Игла» (32 выстрела)
- Шесть противодиверсионных гранатометов
- До ста морских мин различной классификации

### Радиоэлектронное вооружение
- РЛСО НЦ и ВЦ МР-302 «Рубка»
- СУО МР-103 «Барс»
- СУО УПС-73 «Гроза»
- Две установки КЛ-101 корабельного комплекса РЭП постановки пассивных помех ПК-16
- Комплекс постановки дымовых завес
- Станция освещения воздушной и надводной обстановки
- Четыре навигационные станции

## Десантные возможности
- Усиленная десантно-штурмовая рота морской пехоты (до 225 человек)
- До 13 средних танков
- До 500 тонн различной техники и грузов

### Экипаж
Экипаж составляют 100 человек, среди них:
- офицеров — 12 человек
- мичманов — 14 человек
- старшин и матросов — 74 человека

## Строительство
Большой десантный корабль БДК-11 заложен в Польском городе Гданьск на верфи «Stocznia Północna im Bohaterow Westerplatte» под строительным номером 775/27 по заказу Военно-Морского Флота СССР. Корабль был введен в состав Тихоокеанского флота 10 апреля 1991 года.

## Служба
1990-е
БДК-11 прибыл во Владивосток 28 декабря 1992 года совершив межфлотский переход совместно с БПК «Адмирал Пантелеев».

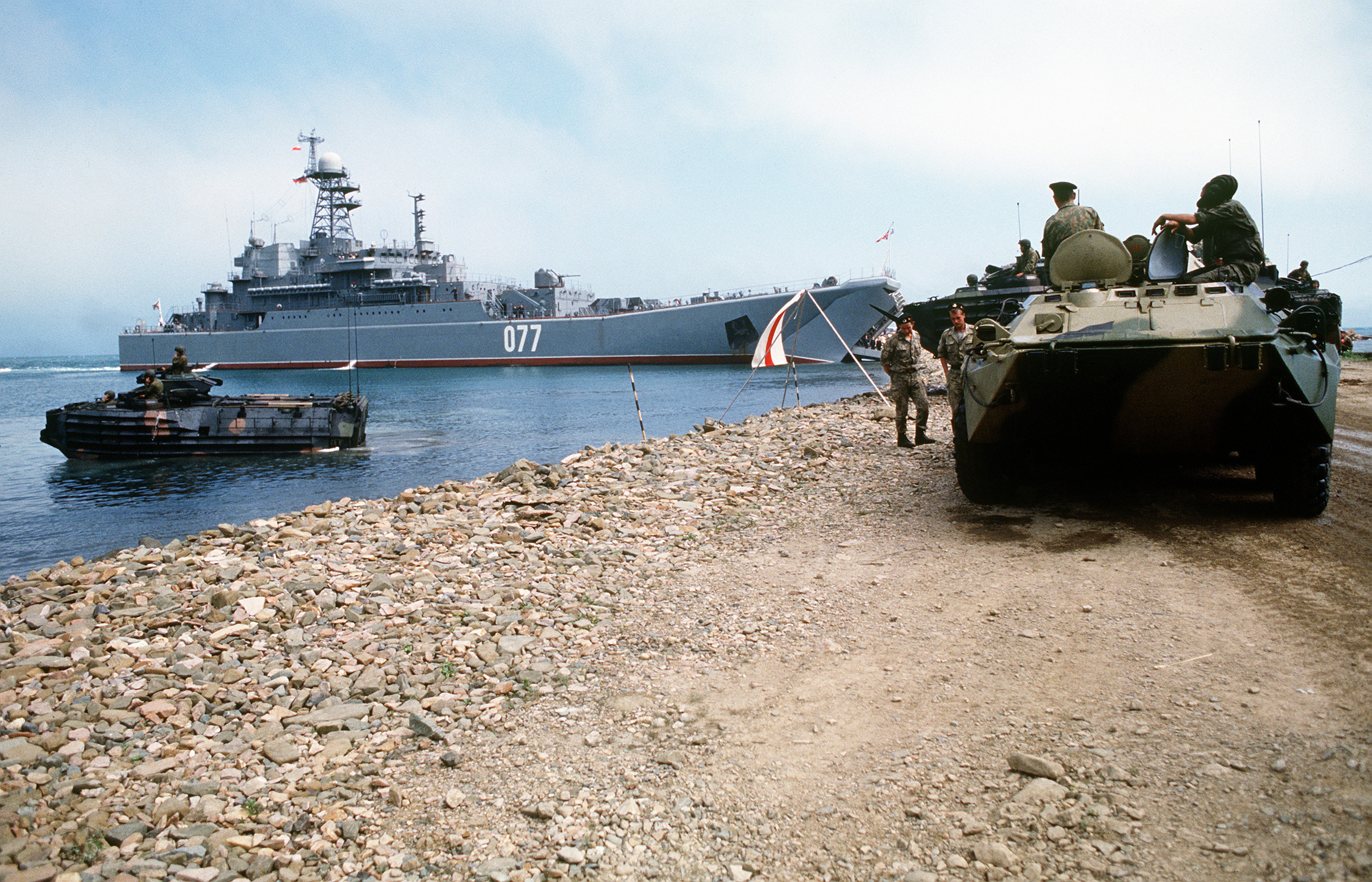
Совместные российско-американские учения на случай стихийных бедствий, 20 июня 1994 года

В июне 1994 года БДК-11 принял участие в совместных российско-американских учениях вблизи Владивостока.
В августе 1996 года БДК был задействован в совместных учениях Корпуса морской пехоты ВМС США и ТОФ России под названием Cooperation from the sea '96 с целью улучшения взаимодействия при проведении ликвидации последствий стихийных бедствий и гуманитарных миссий.
2000-е
В июне 2004 года БДК-11 и БДК-98 находились на учениях. 30 августа БДК-11 зашёл с визитом в японский порт Курэ, а 4 сентября были проведены совместные учения с силами самообороны Японии PASSEX.
В августе 2005 года БДК-11 посетил китайский порт Циндао, после чего прошли широкомасштабные учения с ВМС Китайской Народной Республики. В учениях со стороны российского ВМФ были задействованы БПК «Маршал Шапошников», ЭМ «Бурный», БДК-11, танкер «Печенга», буксир СБ-520, ракетоносцы Ту-95МС, Ту-22М3 и 3-я десантно-штурмовая рота 165 Уссурийского казачьего полка морской пехоты 55 дивизии морской пехоты Тихоокеанского Флота. Учения прошли в три этапа: во Владивостоке, на полигоне Ланъятай (восточно-китайская провинция Шаньдун) и в Жёлтом море. Также в этом году корабль был задействован в первом «Походе памяти», посвящённому 60-летию Победы советского народа в Великой Отечественной войне по местам боевой славы воинов-тихоокеанцев с посещением Советской Гавани, Корсакова, Преображения, Находки, Славянки.

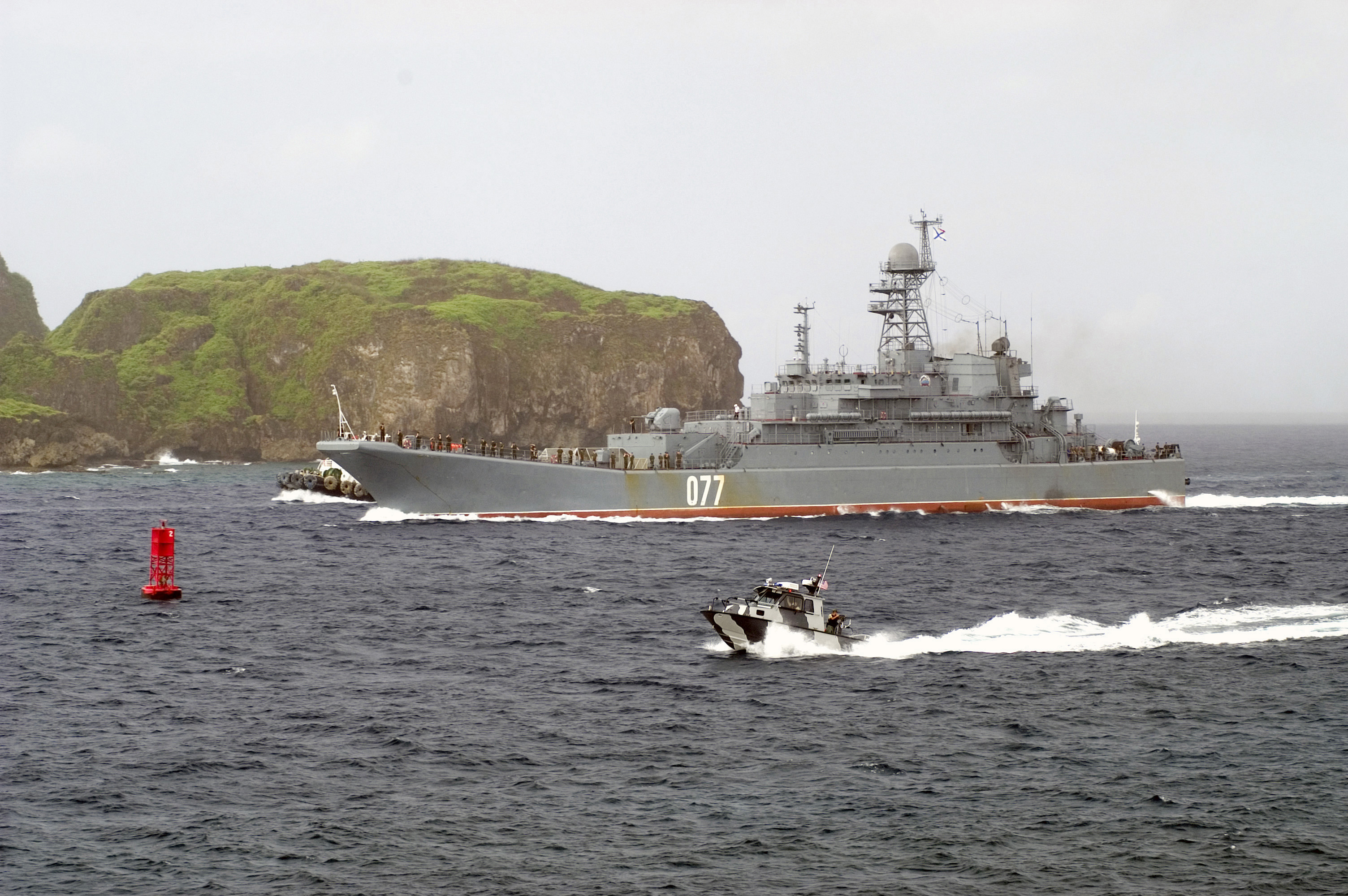
Во время учений, 27 мая 2006 года

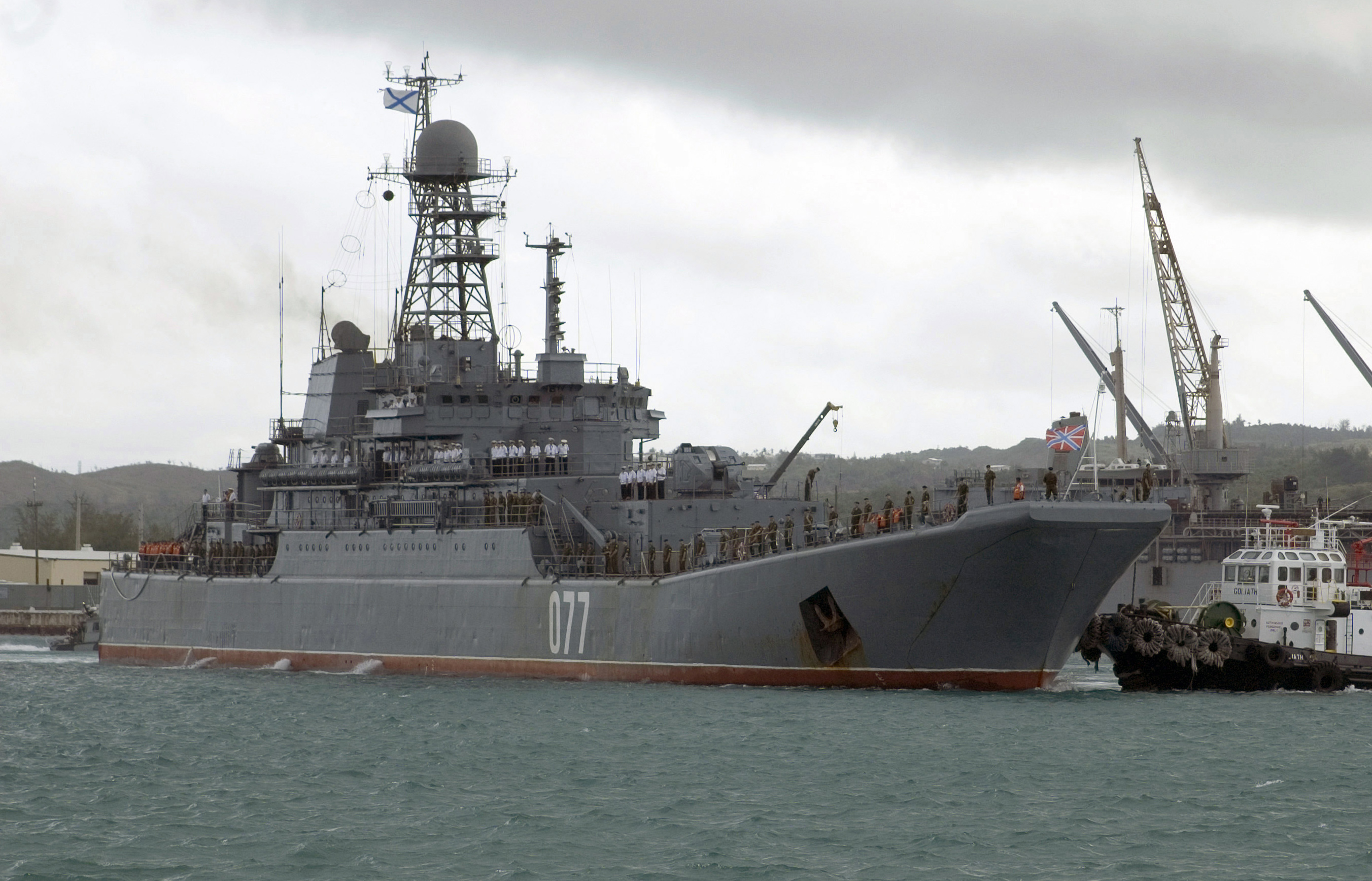
PASSEX, Гуам, 27 мая 2006 года

24 января 2006 года главнокомандующий ВМФ Российской Федерации Владимир Масорин подписал приказ о присвоении имени «Пересвета» десантному кораблю БДК-11 в честь героя Куликовской битвы монаха Троице-Сергиевского монастыря Александра Пересвета. Присвоение имени состоялось при содействии администрации президента РФ, Министерства обороны и Русской Православной Церкви. Сама церемония состоялась 17 февраля 2006 года. В этом же году, в мае БДК сделал заход на базу ВМС США Аганья, расположенную на Марианских островах, и в составе ОБК (БПК «Маршал Шапошников», БДК «Пересвет», танкер «Печенега», спасательный буксир СБ-522) принял участие в совместных российско-американских учениях PASSEX по оказанию помощи жертвам стихийного бедствия. А также в июне совместно с гидрографическим судном ГС-47 и яхтой «Искра» участвовал в «Походе памяти» посвящённому 275-летию образования Тихоокеанского флота России. БДК под командованием капитана 1-го ранга Олега Ковырчева с ветеранами Тихоокеанского флота и молодыми курсантами на борту посетил остров Сахалин (Холмск, Корсаков), Магадан и Охотск а также побывал на местах гибели подводных лодок Л-19 М-49, М-63, С-117 и затопления крейсера «Новик».
В 2007 году БДК «Пересвет» вновь принимал участие в «Походе памяти» по местам боевой славы воинов-тихоокеанцев.
2010-е
В июле 2010 года на морском десантном полигоне «Клерк» на полуострове Клерка прошли тактические учения, ставшие самыми масштабными за последние 20 лет, по высадке морского десанта под руководством начальника береговых войск ТОФ генерал-майора Сергея Пушкина. В них приняли участие субмарины приморского объединения разнородных сил, большие десантные корабли «Пересвет», «Ослябя», БДК-98 и «Николай Вилков», три десантных катера, морские пехотинцы тихоокеанского и балтийского флотов, авиация ТОФ.
В 2013 году БДК «Пересвет» был включён в состав девятого отряда группировки ВМФ РФ в Средиземном море (БПК «Адмирал Пантелеев», БДК «Пересвет», БДК «Адмирал Невельской»), который вышел из Владивостока 19 марта. БДК «Пересвет» и «Адмирал Невельской» 24 мая впервые посетили Новороссийскую военно-морскую базу. После выполнения задач в Индийском океане и Средиземном море отряд вернулся во Владивосток 25 декабря. Во время переходов «Пересвет» совершил заходы в порты Сингапур, Тартус (Сирия), Бендер-Аббас (Иран), Лимасол (Республика Кипр), Коломбо (Шри-Ланка), Бур-Сафаге (Египет), Салала (Оман). В последнее воскресенье июля «Пересвет» участвовал в параде кораблей ТОФ в День Военно-морского флота во Владивостоке.
В 2014 году прошли российско-индийские учения в Тихом океане, в которых «Пересвет» принял участие. Затем «Пересвет» был задействован во время внезапной проверки боеготовности войск ВВО «Восток-2014».
В феврале 2015 «Пересвет» сдал курсовую задачу К-2. В апреле «Пересвет» на полигоне «Клерк» участвовал в отработке взаимодействия различных подразделений и в итоговой проверке боеготовности морских пехотинцев 155-й отдельной бригады.
В феврале 2016 года «Пересвет» по традиции отработал элементы курсовой задачи К-2. В сентябре «Пересвет» в составе ОБК ТОФ посетил китайский порт Чжаньцзян, после чего принял участие в российско-китайском военно-морском учении «Морское взаимодействие-2016», прошедших с 12 по 19 сентября. ОБК вернулся во Владивосток в октябре.
2020-е
12 ноября 2020 года корабль вернулся во Владивосток после пятимесячного морского похода. В составе десантной группы Тихоокеанского флота был задействован в учениях с группировкой сил в дальней морской зоне и в военно-морском учении «Океанский щит-2020», в ходе которых впервые в истории высадился морской десант на необорудованное побережье Чукотского полуострова. За 158 суток прошёл более 23 тыс. морских миль.

## Бортовые номера
- с 1991 года — 131
- с 1992 года — 100
- с 1992 года — 077